# كارلين كارتر
كارلين كارتر (بالإنجليزية: Carlene Carter)‏ (و. 1955 – م) هي مغنية، ومغنية مؤلفة من الولايات المتحدة الأمريكية ولدت في ناشفيل، تينيسي.

## روابط خارجية
- كارلين كارتر على موقع IMDb (الإنجليزية)
- كارلين كارتر على موقع ميوزك برينز (الإنجليزية)
- كارلين كارتر على موقع أول ميوزيك (الإنجليزية)
- كارلين كارتر على موقع ديسكوغز (الإنجليزية)
- كارلين كارتر على موقع قاعدة بيانات الفيلم (الإنجليزية)